# У̂
У̂ у̂ (우 시흐콩플렉스, U with circumflex)는 우데게어의 /ūh/ 소리를 나타내는 우데게어 알파벳에 사용되는 희귀 키릴 문자의 일종이다.

## 관련 문자
- Y
- У
- Ў
- Ӱ
- Ӳ
- Ү
- Ұ